# Каменка (Всеволожський район)
Каменка (рос. Каменка) — присілок у Всеволожському районі Ленінградської області Російської Федерації.
Населення становить 116 осіб. Належить до муніципального утворення Щегловське сільське поселення.

## Історія
Від 1 серпня 1927 року належить до Ленінградської області.

## Населення
| 2007 | 2010 | 2012 | 2017 |
| ---- | ---- | ---- | ---- |
| 118  | ↗164 | ↘108 | ↗116 |